# Copitarsia sobria
Copitarsia sobria är en fjärilsart som beskrevs av Walker 1857. Copitarsia sobria ingår i släktet Copitarsia och familjen nattflyn. Inga underarter finns listade i Catalogue of Life.